# Слономуцунест кампиломормир
Слономуцунест кампиломормир (Campylomormyrus elephas) е вид лъчеперка от семейство Mormyridae. Видът не е застрашен от изчезване.

## Разпространение и местообитание
Разпространен е в Ангола, Демократична република Конго и Замбия.
Обитава сладководни басейни и реки.

## Описание
На дължина достигат до 40 cm.